# سيزار هام
سيزار هام (بالإسبانية: César Ham)‏ هو سياسي هندوراسي وكولومبي، ولد في 23 يوليو 1973. حزبياً، نشط في Democratic Unification Party ‏. وقد انتخب نائب في المؤتمر الوطني في هندوراس.